# Julia Kristeva
Julia Kristeva (Sliven, Bulgaria, 24 de junio de 1941) es una filósofa, teórica de la literatura y el feminismo, psicoanalista y escritora francesa de origen búlgaro. Se educó en un colegio francés y luego estudió lingüística en la Universidad de Sofía. En 1965, a la edad de 24 años, se trasladó a París, estudió en la Universidad de París y en la École Pratique des Hautes Études, al tiempo que publicaba artículos en revistas como Tel Quel, Critique y Langages. Desde 1970 hasta 1983, formó parte del equipo de redacción de Tel Quel. 
En la actualidad, enseña Semiología en la Universidad Estatal de Nueva York y la Universidad de París VIII. Tiene 8 doctorados honorarios y en el 2004 ganó el prestigioso premio noruego Holzberg por su innovador trabajo en la intersección entre lingüística, cultura y literatura. 
Su obra, de gran complejidad, se enmarca por lo general en la crítica del estructuralismo (neoestructuralismo y posestructuralismo), con influencias de Claude Lévi-Strauss, Roland Barthes, Michel Foucault, Sigmund Freud y, ante todo, Jacques Lacan. Está casada con el escritor francés Philippe Sollers.

## Pensamiento
Una característica predominante en la obra de Kristeva es su preocupación por analizar lo que no es analizable: la alteridad inexpresable, heterogénea y radical que consta con la vida individual y cultural. Aunque esta actitud tiene el riesgo de terminar en posiciones místicas, el interés de Kristeva es equiparable a la apropiación simbólica de este campo no analizable. 
Cuando era estudiante en París, se interesó por la naturaleza heterogénea del lenguaje poético, lo cual la distinguió de otros pensadores semióticos, que se mostraban más preocupados por formalizar el funcionamiento convencional del lenguaje. Ella entiende al lenguaje como un proceso transgresor dinámico, más que como un simple instrumento estático. 
Distingue entre lo semiótico y lo simbólico, según los términos "genotexto" y "fenotexto", respectivamente. El genotexto es un proceso y el fenotexto es el lenguaje de la comunicación. Ellos no existen aislados, sino que aparecen juntos en lo que llama el "proceso de significación". 
En su obra "La revolución del lenguaje poético", Kristeva demuestra cómo el lenguaje poético tiene efectos dentro de un contexto histórico y económico específico. Recurre a la teoría psicoanalítica lacaniana elaborando una teoría del sujeto como proceso. El sujeto es una forma inefable e innombrable que solo se deja conocer a través de sus efectos. 
En 1980 cambia su tendencia a desarrollar una teoría general del lenguaje y el desorden simbólico para ofrecer una serie de análisis de sus experiencias artísticas y personales concretas. Más tarde elaboró una serie de estudios sobre el amor (Relatos de amor) la melancolía y la depresión (Sol negro) y la historia y experiencia de ser extranjero (Extranjeros para nosotros mismos). A diferencia de sus obras anteriores, predomina ahora la importancia de que el sujeto particular pueda acceder a lo simbólico. Según Kristeva es preciso que se conserve una armonía entre la identidad y los elementos heterogéneos, potencialmente poéticos y capaces de romperla. A diferencia del amor, la melancolía constituye un grave impedimento para la constitución de las capacidades simbólicas e imaginarias. 
En su estudio de Colette examina la cuestión del amor como experiencia vivida y como parte de una incursión en la psicología del amor. Colette escribe mediante un diluvio de metáforas. No existe el amor con anterioridad a la metáfora. Así pues, no solo la metáfora no es el lenguaje del amor, sino que tampoco es la expresión del amor. 
"Chora" es una psicosis experimental de un sujeto en proceso de juicio. La revuelta deja ahora de ser política como ocurre en la transgresión abierta de la ley, y asume un sentido íntimo que toma la forma de memoria y psicoanálisis, de lenguaje poético, de escritura de ficción y de toda suerte de actividades intelectuales y artísticas que ejercen su impacto sobre la vida psíquica y que a menudo implican una especie de crisis del yo. 
El arte participa en la dinámica de la formación del sujeto. Es la actividad artística la que constituye al sujeto, de la misma manera que es el sujeto que constituye la obra de arte. Una obra de arte puede convertirse en la base de una experiencia auténtica capaz de abrir el camino a un cambio de personalidad. El objetivo es producir una situación en la que la subjetividad fuera un sistema abierto, una obra en proceso, un abrirse al otro, que al mismo tiempo pudiera generar una forma revisada de la propia identidad. Y esto da paso a una ética que se ve obligada a luchar contra el mundo posmoderno del espectáculo, donde el yo y la representación borran los signos de la actividad del inconsciente.

## Críticas y polémicas
Entre los críticos del trabajo de Kristeva están los profesores de física Alan Sokal y Jean Bricmont, quienes en su libro Imposturas intelectuales denuncian errores y sinsentidos contenidos en tres artículos de Kristeva sobre el lenguaje poético. Kristeva hace uso de términos técnicos o matemático-físicos. Sokal y Bricmont le imputan emplearlos para impresionar a un lector que no tiene los conocimientos necesarios para juzgar la validez de la utilización de estos términos, sin embargo su uso es erróneo, deficiente y falto de justificación teórica.
En 2018, la Comisión de Expedientes Estatales de Bulgaria anunció que Kristeva había sido agente del Darzhavna Sigurnost con el nombre en clave "Sabina". Supuestamente fue reclutada en junio de 1971. Cinco años antes dejó Bulgaria para estudiar en Francia. Bajo la República Popular de Bulgaria, cualquier búlgaro que quisiera viajar al extranjero tenía que solicitar una visa de salida y obtener una aprobación del Ministerio del Interior. El proceso fue largo y difícil porque cualquiera que llegara al oeste podía declarar asilo político. Kristeva calificó las acusaciones de "grotescas y falsas". El 30 de marzo, la comisión estatal comenzó a publicar en línea todo el conjunto de documentos que reflejan la actividad de Kristeva como informante del antiguo Comité de Seguridad del Estado. Ella niega enérgicamente los cargos.

## Libros

### Obras traducidas
- El texto de la novela, trad. Jordi Llovet, Barcelona, 1974.
- "El sujeto en proceso", trad. Rodrigo L. Navarro M., Medellín: Ediciones Signos, 1977.
- Sèmeiòtikè = Semiótica, trad. José Martín Arancibia, Madrid, 1978.
- Loca verdad: verdad y verosimilitud del texto psicótico, trad. Martín Caparrós, Madrid, 1985.
- El lenguaje, ese desconocido: introducción a la lingüística, trad. María Antoranz, Madrid, 1987.
- Historias de amor, México: Siglo XXI, 1987.
- Poderes de la perversión, trad. Viviana Ackerman y Nicolás Rosa, Catálogos, Buenos Aires, 1988.
- Los samuráis, Barcelona, 1990.
- Extranjeros para nosotros mismos, trad. Xavier Gispert, Barcelona, 1991.
- Las nuevas enfermedades del alma, trad. Alicia Martorell, Madrid, 1995.
- Al comienzo era el amor: psicoanálisis y fe, trad. Graciela Klein, Barcelona, 1996.
- Sol negro. Depresión y melancolía, trad. Mariela Sánchez, Caracas: Monte Ávila, 1997
- Sentido y sinsentido de la rebeldía (Literatura y psicoanálisis), trad. Guadalupe Santa Cruz, Santiago de Chile: Cuarto Propio, 1999
- Lo femenino y lo sagrado (con Catherine Clément), trad. Maribel García Sánchez, Madrid, 2000.
- El porvenir de una revuelta, trad. Lluís Miralles, Barcelona, 2000.
- La revuelta íntima, trad. Irene Agoff, Buenos Aires, 2001.
- El genio femenino: Hannah Arendt, vol. 1 (Gallimard, 2003).
- El genio femenino: Melanie Klein, vol. 2 (Gallimard, 2003).
- El genio femenino: Colette, vol. 3 (Gallimard, 2003).